# Decaspermum
Decaspermum es un género con unas 30 especies de plantas con flores de la familia Myrtaceae. Es originario de las regiones tropicales y subtropicales de Asia y del Océano Pacífico.

## Especies seleccionadas
- Decaspermum albociliatum
- Decaspermum alpinum
- Decaspermum alternifolium
- Decaspermum arfakense
- Decaspermum belense
- Decaspermum blancoi
- Decaspermum bracteatum

## Sinonimia
- Dodecaspermum J.R.Forst. ex Scop., Intr. Hist. Nat.: 219 (1777).
- Nelitris Gaertn., Fruct. Sem. Pl. 1: 134 (1788).
- Pyrenocarpa H.T.Chang & R.H.Miao, Acta Sci. Nat. Univ. Sunyatseni 1975(1): 62 (1975).[1]